# Hun elsker mig ikke
Hun elsker mig ikke (originaltitel She Loves Me Not) er en amerikansk romantisk komedie fra 1934, instrueret af Elliott Nugent og havde Bing Crosby og Miriam Hopkins i hovedrollerne.
Manuskriptet blev skrevet af Benjamin Glazer og var baseret på romanen She Loves Me Not af Edward Hope og senere skuespillet af Howard Lindsay. filmen handler om en kabaretdanser, der er vidne til et mord og bliver tvunget til at skjule sig for gangstere ved at forklæde sig som en mandlig Princeton-studerende.
Filmen er blevet genindspillet to gange som True to the Army i 1942 og som How to Be Very, Very Popular i 1955.
Filmen fik en nominering til en Oscar for bedste sang for sangen "Love in Bloom" med musik af Ralph Rainger og tekst af Leo Robin.